# Cucullia caninae
Cucullia caninae is een vlinder uit de familie uilen (Noctuidae). De wetenschappelijke naam is voor het eerst geldig gepubliceerd in 1833 door Rambur.
De soort komt voor in Europa.